# Butlerov (månekrater)
Butlerov er et nedslagskrater på Månen. Det befinder sig på Månens bagside bag den vestlige rand og forbi det område, som af og til bringes inden for synsvidde ved libration. Det er opkaldt efter den russiske kemiker Aleksandr Butlerov (1828 – 1886).
Navnet blev officielt tildelt af den Internationale Astronomiske Union (IAU) i 1970. 
Krateret observeredes første gang i 1965 af den sovjetiske rumsonde Zond 3.

## Omgivelser
Butlerovkrateret ligger en kraterdiameter vest for Peasekrateret. Længere mod vest ligger det større Kolhörsterkrater. 

## Karakteristika
Dette er et regelmæssigt krater med en næsten cirkulær rand, som dog har en let udadgående bule langs den sydlige side. Et mindre krater er forbundet med ydersiden af den nortdvestlige rand. Kraterets indre er noget ujævnt, men mangler en central top.

## Måneatlas
- Billeder af Butlerovkrateret i LPI-måneatlasset